# Тейлор, Фредерик Уинслоу
Фре́дерик Уи́нслоу Те́йлор (или Тэ́йлор; англ. Frederick Winslow Taylor; 20 марта 1856, Филадельфия, Пенсильвания — 21 марта 1915, Филадельфия) — американский инженер, основоположник научной организации труда и менеджмента (см. тейлоризм). Первый победитель турниров Большого шлема в мужском парном разряде (вместе с Кларенсом Кларком), участник летних Олимпийских игр 1900 года (гольф) .

## Биография
Фредерик Уинслоу Тейлор родился в семье адвоката. Получил образование во Франции и Германии, затем — в академии Филлипса в Эксетере в Нью-Хэмпшире. В 1874 году окончил Гарвардский юридический колледж, но из-за проблем со зрением не смог продолжить образование и устроился работать рабочим пресса в промышленные мастерские заводы гидрооборудования в Филадельфии. В 1878 году, в пик экономической депрессии, получил место разнорабочего на Мидвэльском сталелитейном заводе (англ.).
С 1882 по 1883 году работал начальником механических мастерских. Параллельно получил техническое образование (степень инженера-механика, Технологический институт Стивенса, 1883). В 1884 г. Тейлор стал главным инженером, в этом же году впервые использовал систему дифференциальной оплаты за производительность труда.
С 1890 по 1893 гг. Тейлор — главный управляющий Мануфактурной инвестиционной компании в Филадельфии, владелец бумажных прессов в Мэне и Висконсине, организовал собственное дело по управленческому консультированию, первое в истории менеджмента. В 1906 г. Тейлор становится президентом Американского общества инженеров-механиков, а в 1911 г. — учреждает Общество содействия научному менеджменту.
С 1895 г. Тейлор начал свои всемирно известные исследования по научной организации труда. Оформил патентами около сотни своих изобретений и рационализаций.
Тейлор умер 21 марта 1915 года в Филадельфии от воспаления лёгких.

## Основной вклад
В США Тейлор в своё время подвергался повсеместным нападкам. Кампания «всеобщего презрения», поднятая профсоюзными боссами того времени против Тейлора, считается одной из самых злобных в американской истории. Согласно Тейлору, любой квалифицированный и неквалифицированный труд мог быть проанализирован, систематизирован и передан в процессе обучения любому человеку. Впоследствии из его идей выросла современная система профессионально-технического обучения. Профсоюзы же тех времен были по преимуществу кастовыми образованиями, где ревниво охраняли свои «секреты мастерства», не систематизировали свои знания и не имели подчас никакого письменного их описания. Идеи Тейлора настолько задевали их интересы, что профсоюзные лидеры добились от Конгресса принятия закона, который запретил «исследования рабочих операций» на государственных оружейных заводах и судоверфях. Эти запреты действовали даже по окончании Второй мировой войны.
Капиталисты также критиковали Тейлора — поскольку он упорно настаивал на том, что львиная доля роста доходов в результате внедрения «научных методов управления» должна доставаться рабочим, а не владельцам предприятий. Тейлор писал в своих работах: «Главнейшей задачей управления предприятием должно быть обеспечение максимальной прибыли для предпринимателя в соединении с максимальным благосостоянием для каждого занятого в предприятии работника».
Также Тейлор полагал, что власть на предприятиях не должна принадлежать его владельцу только на основании права собственности. Управлять должны специально подготовленные люди, которые в нынешней терминологии называются менеджерами. Для капиталистов того времени это было чудовищной ересью. В печати его называли «социалистом» и «смутьяном».
На предприятиях Америки того времени, последовательно внедривших научные методы Тейлора, не было зафиксировано ни одного случая стачки рабочих или иных социальных конфликтов, несмотря на трудности, с которыми там столкнулись при внедрении новшеств. При всех недостатках его теории дух партнёрства предпринимателя и рабочего, провозглашённый Тейлором, стал основой гуманизации труда. В последующих теориях менеджмента центральным фактором производительного управления стал фактор человеческий. «Не будет стран богатых и бедных — будут страны образованные и невежественные», — писал Тейлор, подразумевая под источником знаний, прежде всего, менеджмент.

## Оценки
Считается, что Дарвин, Маркс и Фрейд преобразовали современный мир. Питер Друкер, признанный гуру менеджмента, утверждал, что Маркса в этом ряду было бы справедливо заменить на Тейлора.
Ленин назвал систему Тейлора «„научной“ системой выжимания пота» (Полн. собр. соч., 5 изд., т. 23, с. 18), системой порабощения человека машиной (см. там же, т. 24, с. 369), которая «…соединяет в себе утонченное зверство буржуазной эксплуатации и ряд богатейших научных завоеваний в деле анализа механических движений при труде, изгнания лишних и неловких движений, выработки правильнейших приёмов работы, введения наилучших систем учёта и контроля и т. д.» (там же, т. 36, с. 189—90). В то же время Ленин рекомендовал выявить содержащиеся в системе Тейлора рациональные элементы и творчески их использовать в Советской России, соединить их «…с сокращением рабочего времени, с использованием новых приёмов производства и организации труда без всякого вреда для рабочей силы трудящегося населения» (там же, с. 141).

## Упоминание в литературе
- В антиутопии Евгения Замятина «Мы», действие которой происходит в далёком будущем, Ф. У. Тейлор считается самым великим человеком древности. Он затмил по популярности своего однофамильца Б. Тейлора, так как все люди (нумера) Единого Государства приписывают ему все труды последнего.
- «Тейлор был американским инженером и ярким, неуравновешенным человеком. К моменту своей смерти в 1915 году он завоевал репутацию главного „врага рабочих“, после того как в 1911-м его пригласили отстоять свою систему управления перед комитетом Палаты представителей США. Будучи одним из самых критикуемых организационных теоретиков, он оказался также и одним из самых влиятельных. Его принципы научного менеджмента стали краеугольным камнем организации труда в первой половине XX века, а во многих ситуациях превалируют по сей день». // Морган, Гэрет. Образы организации. М., 2008. — С.42.

## Спортивная карьера
Занимался теннисом и гольфом. В 1881 году стал победителем первого розыгрыша чемпионата США по теннису в мужском парном разряде, вместе с Кларенсом Кларком. В 1900 году участвовал в олимпийском турнире по гольфу и занял четвёртое место.

## Награды
- Медаль Эллиота Крессона (1902)

## Произведения
- Фредерик Тейлор «Принципы научного менеджмента» (монография, 1911)
- «Управление фабрикой», 1903 г.
- «Принципы научного управления» (The Principles of Scientific Management), F. W. Taylor, Harper & Brothers, New York, 1911 г.;
- Motion and Time Study: Design and Measurement of Work, edition, R. M. Barnes, John Wiley & Sons, New York, 1968;
- Executive Decisions and Operations Research, D. W. Miller, M. K. Starr, Prentice-Hall, Englewood Cliffs, 1969;
- Work Study, J. A. Larkin, McGraw-Hill, New York, 1969;
- A Computer Perspective, G. Fleck, editor, Harvard University Press, Cambridge, 1973;
- Webster’s New Biographical Dictionary, Merriam-Webster, Springfield, 1988;
- The One Best Way: Frederick Winslow Taylor and the Enigma of Efficiency, R. Kanigel, Viking, New York, 1997